# Pylorusatresie
Die Pylorusatresie ist eine sehr seltene angeborene Fehlbildung mit einem Verschluss (Atresie) des Magens (Magenatresie) in Höhe des Magenausganges (Pylorus).
Die Erstbeschreibung stammt aus dem Jahre 1749 von Calder, nach A. Şencan.

## Verbreitung und Ursache
Ursache und Häufigkeit sind nicht bekannt. Magenatresien machen weniger als 1 % aller Darmatresien aus, die Pförtnerhöhle (Antrum pyloricum) ist häufiger als der Pylorus selbst betroffen.
Eine intrauterin abgelaufene Entzündung kann auch ursächlich sein.
Autosomal-rezessiver Erbgang wurde teilweise beschrieben.
Bei folgenden Syndromen kann eine Pylorusatresie wesentliches Merkmal sein:
- Atresia-multiplex-congenita-Syndrom
- Gillin-Pryse-Davis-Syndrom Typ I
- Zwillingsdisruptions-Sequenz[6]
- EBS-PA (Epidermolysis bullosa simplex mit Pylorusatresie)[7]
- EBJ-PA (Junktionale Epidermolysis bullosa mit Pylorusatresie), auch als Carmi-Syndrom bezeichnet[8]

## Einteilung
Folgende Einteilung ist gebräuchlich:
- Aplasie
- Atresie
- Membran

## Klinische Erscheinungen
Klinische Kriterien sind:
- Hydramnion
- kurz nach Geburt nichtgalliges Erbrechen
- vorgewölbter Ober- und eingefallener Unterbauch
- Metabolische Alkalose

## Diagnose
Die Diagnose ergibt sich aus der Klinik, der Sonografie und/oder dem Röntgenbild mit ausschließlichem Luftnachweis im Magen bei völlig luftleerem übrigen Abdomen.

## Differentialdiagnose
Abzugrenzen sind hohe Form einer Duodenalatresie, eine hypertrophe Pylorusstenose oder Pylorusduplikatur.

## Therapie
Die Behandlung besteht zunächst in einer Entlastung des Magens durch eine Magensonde, durch Ausgleich der Alkalose, dann durch Exzision End-zu-End als Gastroduodenostomie oder bei vorliegender Membran als Pyloroplastik.